# راهی برای فردا بساز
راهی برای فردا بساز (انگلیسی: Make Way for Tomorrow) فیلمی در ژانر درام به کارگردانی لئو مک‌کری است که در سال ۱۹۳۷ منتشر شد.
او این فیلم را بهترین اثرش می‌دانست و هنگام دریافت جایزه اسکار بهترین کارگردانی برای فیلم دیگرش حقیقت تلخ گفت: من این جایزه را برای فیلم اشتباهی می‌گیرم.

## بازیگران
- ویکتور مور
- بولا بوندی
- فی بینتر
- توماس میچل
- پرتر هال
- دل هندرسون
- الیزابت ریسدون
- الن درو
- جین لوکارت
- لئو مک‌کری
- مینا گامبل
- فیلیپس اسمالی
- رالف لویس
- رزمری ثبی
- کیتی مک‌هیو
- بایرون فولگر
- جین مورگان